# Anjia, Heilongjiang
Anjia (kinesiska: 安家, 安家镇) är en köping i Kina. Den ligger i provinsen Heilongjiang, i den nordöstra delen av landet, omkring 85 kilometer sydost om provinshuvudstaden Harbin. Antalet invånare är 27 485. Befolkningen består av 13 517 kvinnor och 13 968 män. Barn under 15 år utgör 13,0 %, vuxna 15-64 år 78 %, och äldre över 65 år 7,0 %.
Runt Anjia är det ganska tätbefolkat, med 111 invånare per kvadratkilometer. Närmaste större samhälle är Wuchang, 16,5 km söder om Anjia. Trakten runt Anjia består till största delen av jordbruksmark.
Genomsnittlig årsnederbörd är 855 millimeter. Den regnigaste månaden är juli, med i genomsnitt 188 mm nederbörd, och den torraste är januari, med 7 mm nederbörd.